# Нашице
Нашице (на хърватски: Našice) е град в източната част на Хърватия, Осиешко-баранска жупания.

## Общи сведения
Нашице е разположен в Славония. Южно от града се издига невисоката планина Кръндия, а на север се простира обширна долина чак до брега на Драва.
Най-близко разположени и почти на еднакво разстояние от Нашице са градовете Джяково, на 34 км югоизточно, и Дони Михоляц на 33 км северно. На 46 км югозападно се намира Пожега, на 52 км източно е Осиек. Нашице е голям транспортен възел. През него минават шосе и жп линията Осиек — Вировитица — Копривница — Вараждин, също автомобилни пътища за Пожега, Дони Михоляц, Джяково и Славонски брод.
Градът е и индустриален център с развити дървообработваща и текстилна промишленост, циментов завод, хранително-вкусова промишленост. В околностите на Нашице има езера и развъдници и една от отличителните черти на местната икономика е риболовът.

## История
Градът за първи път се споменава през 1229 г. През XV в. в него е построен францискански манастир, чиято църква е една от главните забележителности в града. Градът е завладян от османците през XVI в. и те го владеят до XVII в. като през този период той се оформя като едно от главните селища в района. През 1734 г. Нашице е придобит от аристократичния род Пеячевичи и остава тяхна собственост до 1945 г. Техният родов замък е запазен до наши дни.

## Население
При преброяването от 2001 г. населението на цялата община възлиза на 17 320 жители, от тях 8173 души живеят в самия град.
Етническият състав според същото преброяване е следният:
- 15 145 души (87,44 %) хървати;
- 964 души (5,57 %) словенци;
- 727 (4,2 %) сърби;
- 34 (0,2 %) албанци[3]

## Забележителности
- Францисканският манастир от XV в. Неговата църква, посветена на Св. Антоний от Падуа, претърпява щети при бомбардировките по време на Хърватската война за независимост.
- Дворецът на графовете Пеячевичи заедно с живописния му парк. Днес в него се помещава музей.